# Alexandra Felgrová
Alexandra Felgrová (* 22. April 1979) ist eine slowakische Badmintonspielerin. 

## Karriere
Alexandra Felgrová wurde 2005 erstmals nationale Meisterin in der Slowakei. Ein weiterer Titelgewinn folgte ein Jahr später. Weitere Medaillen erkämpfte er sich 1995, 1996, 1999 und 2002. 1995 startete sie bei den Badminton-Weltmeisterschaften.